# Нова класична економија
Нова класична економија представља школу у макроекономији, која је окончала доминацију класичног кејнзијанизма. Појавила се током 1970-их година, а предводи је нобеловац Роберт Лукас. 
Нова класична економија (НКЕ) предстаља макроекономску екстензију неокласичне (микро)економије. Одатле проистиче снажан нагласак НКЕ на микроекономским основама макроекономије. У основи, НКЕ изводи макроекономске агрегате (ГДП, запослености итд) из опште равнотеже тржишта у једној економији. НКЕ се заснива на три основне претпоставке. Прво, да се тржишта чисте, тј. да цене и количине варирају тако да се изједначавају тражња и понуда. Друго, појединци (и фирме) поседују несавршене информације. И треће, и критично, да се очекивања појединаца (и фирми) формирају у складу са теоријом рационалних очекивања. Теорија рационалних очекивања каже да појединци рационално превиђају будућност, односно да дају најбољу могућу прогнозу а на основу свих расположивих информација.
Једна од пропозиција НКЕ је да ће економија достићи природну стопу незапослености и да ће покушаји државе да промени то равнотежно стање бити парирани контраакцијом економских агената. У НКЕ свету незапосленост је увек добровољна, јер незапослени увек могу да се запосле, али за нижу зараду.
НКЕ признаје постојање привредних циклуса, али њена теорија реалних привредних циклуса, коју су развили нобеловци Фин Кидланд и Едвард Прескот, узрок економских флуктуација налази у спољним шоковима које економија доживљава, а не у унутрашњим неравнотежама саме економије.